# Varón
El varón (del latín varo, -ōnis ‘valiente, esforzado’, probablemente relacionado con vir ‘varón, héroe’, bajo la influencia del germánico baro ‘hombre libre’) u hombre (homo, -ĭnis, probablemente relacionado con humus ‘tierra, suelo’, del que también derivaría humānus ‘relativo al hombre, humano’) es el ser humano de sexo masculino, independientemente de si es niño o adulto. La anatomía masculina se distingue de la femenina por el sistema reproductor masculino, que incluye el pene, los testículos, el conducto espermático, la próstata y el epidídimo, así como las características sexuales secundarias. Varón u hombre también remite a diferencias de carácter cultural y social que se le atribuyen por género.
Como la mayoría de los otros mamíferos machos, el genoma de un hombre posee uno o más cromosomas X de la madre y un cromosoma Y del padre. El feto masculino produce mayores cantidades de andrógenos y menores cantidades de estrógenos que un feto femenino. Esta diferencia en las cantidades relativas de estos esteroides sexuales es responsable de las características fisiológicas que distinguen a los hombres de las mujeres. Durante la pubertad, las hormonas que estimulan la producción de andrógenos dan como resultado el desarrollo de características sexuales secundarias, exhibiendo así mayores diferencias entre los sexos. Los varones tienen en promedio, una mayor masa muscular, un mayor crecimiento del vello facial y una menor cantidad de grasa corporal.
El Día Internacional del Hombre se celebra el 19 de noviembre.

## Biología

### Cromosoma Y
Después de la fecundación, durante las primeras etapas celulares se define a nivel biológico si el ser futuro será masculino o femenino: si el cromosoma 23 es de tipo XY desencadenará un proceso hormonal que llevará a la diferenciación delos  primordios sexuales indiferenciados en órganos sexuales masculinos.

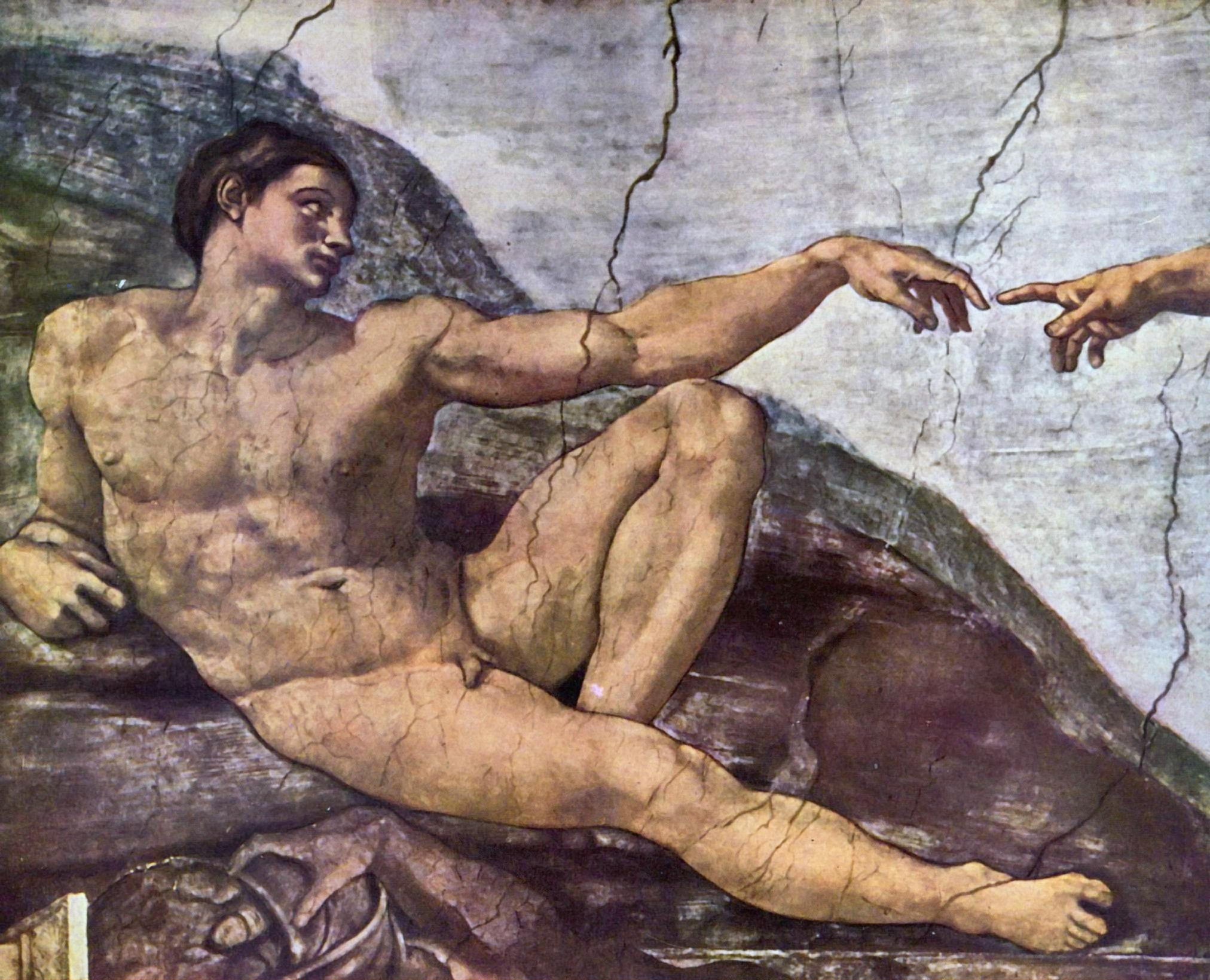
Fresco representando un varón desnudo (La creación de Adán, del pintor renacentista Miguel Ángel).

### Sexo masculino
El aparato reproductor masculino permite que el varón tenga la capacidad de fecundar el óvulo femenino  Los órganos sexuales primarios del varón son mayoritariamente exteriores, a diferencia de los de la mujer que son más internos. La andrología es la ciencia que estudia el aparato reproductor masculino.

### Caracteres sexuales secundarios
Entre las características secundarias más comunes que empiezan a desarrollarse a partir de la pubertad y la edad viril se cuentan las siguientes
- Tono de voz grave y fuerte.
- Crecimiento de pelo en el rostro (barba y bigote).
- Tórax amplio y pelvis estrecha; forma triangular del torso.
- Menor proporción de grasa subcutánea.
- Mayor tendencia a la calvicie común.

- Estructura ósea distinta a la femenina (caderas, cráneo).

### Ciclo vital
Un ser humano del sexo masculino es varón desde el momento en el cual es concebido: el espermatozoide contiene los cromosomas sexuales diferenciados X o Y, mientras la hembra tiene el cromosoma homogamético X. La combinación cromosómica entre el espermatozoide y el óvulo determina el sexo del individuo concebido, lo que da como resultado que un feto pueda ser determinado como “hembra” si la combinación cromosómica es XX y como varón si es XY. La combinación genética XY es más frecuente que la combinación genética XX, mientras que la mortalidad infantil es menor en varones recién nacidos que en niñas.
El varón infante recibe el nombre de «niño» al menos hasta el inicio de su pubertad. También es popular llamarlo «mozo», palabra que lo determina hasta su primera juventud (aproximadamente hasta los 20 años de edad). 

### Salud, expectativas de vida y mortalidad
Tanto varones como mujeres son víctimas del mismo tipo de enfermedades que afectan al género humano, pero cada sexo tiene una tendencia mayor a un determinado tipo. Las síndromes que más se manifiestan en el varón son el autismo, el daltonismo y el mal de Alzheimer, que ataca principalmente en la edad mayor, pero puede presentarse en varones jóvenes.
La esperanza de vida masculina, como la femenina, varía considerablemente de acuerdo al desarrollo de cada sociedad.
En cuanto a la tasa de mortalidad infantil a nivel global, se considera que los varones recién nacidos tienen una mayor esperanza de vida que las niñas. El desfase entre la población neonata masculina y femenina se equipara durante la adolescencia, tiempo en el cual aumenta en todos los continentes la morbilidad masculina por encima de la femenina debido a la mayor participación de los varones en confrontaciones armadas, guerras o simplemente en el desafío del peligro. Otros riesgos como el consumo de estupefacientes, alcohol, enfermedades de transmisión sexual y violencia urbana, mayor entre los varones que entre las féminas, reducen la población masculina adolescente en todo el mundo.

## Síndromes cromosómicos

### XXY

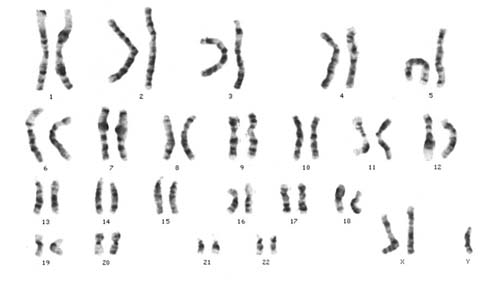
La trisomía XXY afecta únicamente a los varones. Fue descubierta en 1942 por Klinefelter, Reifenstein y Albright, bajo la supervisión del Dr. Fuller Albright, del Hospital General de Massachusetts en Boston

De acuerdo con los datos del Servicio de Endocrinología y Metabolismo de la Unidad Asistencial Dr. César Milstein de Buenos Aires, en Argentina, el síndrome de Klinefelter (en adelante, SK) tiene una prevalencia de 0.2 %. Sin embargo, esta condición raramente es diagnosticada en la infancia. Las primeras consultas en relación con el SK suelen aparecer durante la adolescencia, suscitadas fundamentalmente por los primeros atisbos de cambios en el cuerpo que conlleva la pubertad. Hasta no hace mucho tiempo, las y los niños que tenían esta particularidad crecían y se desarrollaban sin ser conscientes de ninguna anomalía y desarrollaban una vida sexual común. Otro motivo para consultar es la preocupación en torno a problemáticas vinculadas con la infertilidad, a pesar de que en algunos casos se pudo observar que en sujetos donde había bastantes células germinales funcionando normalmente en los testículos, podrían fecundar sin inconvenientes. En la actualidad muchos agentes de la salud e investigadores científicos de disciplinas conexas fueron dejando en desuso el término "síndrome de Klinefelter", usando en su lugar la descripción de "varones XXY".

### XYY
En general no afecta al fenotipo, pero en ocasiones se tiene estatura y extremidades mayores por lo que a veces se le llama síndrome del supermacho.

## Sexualidad y género
La sexualidad y la atracción masculinas varían de persona a persona, y el comportamiento sexual de un hombre puede verse afectado por muchos factores, incluidas las predisposiciones evolucionadas, la personalidad, la educación y la cultura.
Hay hombres heterosexuales, homosexuales y bisexuales.
Los varones trans tienen una identidad de género masculina que no se alinea con su sexo femenino asignado al nacer y pueden someterse a terapia de sustitución hormonal masculinizante o cirugía de reasignación de sexo. Los intersexuales pueden tener características sexuales que no se ajustan a las características típicas de la biología masculina. 

## Derechos legales
En la mayoría de las sociedades, los varones tienen más derechos legales y culturales que las mujeres; no obstante, ello no quiere decir que no enfrenten algunas desventajas. Mientras que uno de cada seis hombres sufre agresión sexual, suelen recibir menos apoyo después de ser víctimas de ella, y la violación a hombres está banalizada de manera similar a la violencia doméstica. Sobre la circuncisión, muchos de sus opositores la describen como una violación de los derechos humanos.
El movimiento de los derechos de los padres busca apoyar a los padres separados que no reciben los mismos derechos para cuidar a sus hijos. El «movimiento de hombres» es la respuesta a los problemas que los varones enfrentan e incluyen grupos profeministas como el movimiento de liberación masculina.

## Cultura

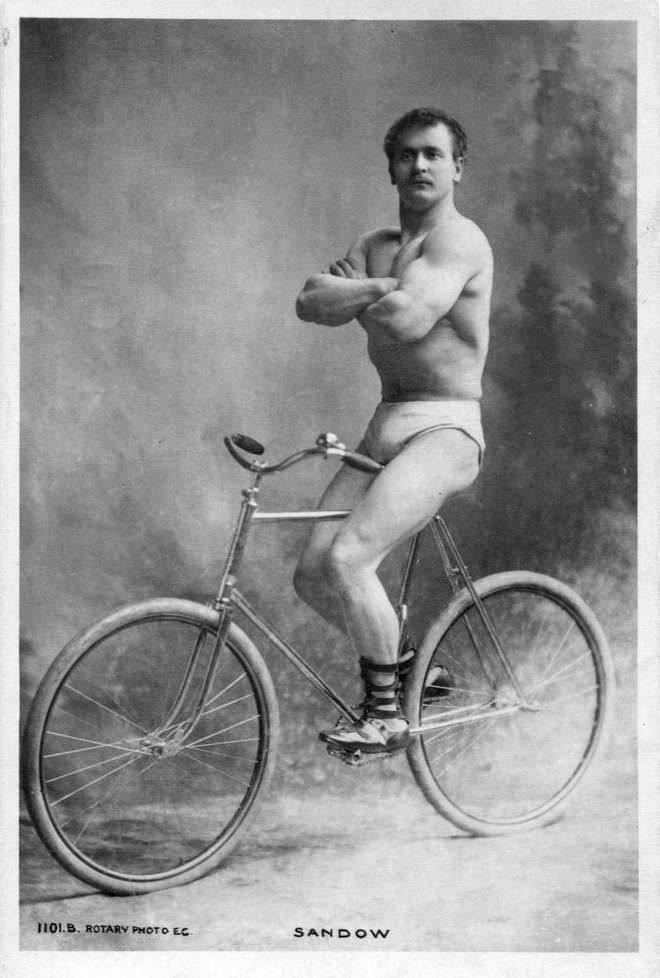
Retrato de varón fuerte, 1894.

### Simbología
El símbolo del género masculino occidental actual es un círculo con una flecha y se conoce como «lanza de Marte» o «flecha de Ares». Se ha sugerido que el arma es un símbolo fálico. Es el símbolo que representa el dios y el planeta Marte, ambos considerados símbolos de la masculinidad, frente a Venus, que simboliza la feminidad. La corriente mitopoética establece cuatro arquetipos que conforman la psicología del hombre: El Rey, El Guerrero, El Mago y El Amante.
Corporalmente, en algunas sociedades, se consideran símbolos masculinos aspectos como la barba o los genitales prominentes, que se pueden resaltar visualmente por medio de la indumentaria y accesorios.

### Estereotipos masculinos
La discusión acerca de las diferencias entre varones y mujeres, especialmente en Occidente, no es unánime. Psicológicamente, la asociación tradicional de aptitudes y actitudes a un género normalmente se basa en suposiciones consolidadas por el hábito de la observación directa, de la actividad y personalidad de las personas de ambos géneros en el contexto social. Esta asociación se arraiga principalmente en la edad infantil.
Los estereotipos masculinos varían según la cultura, la edad y el momento histórico.  No obstante, los estereotipos de género van cambiando paulatinamente, conforme al cambio de tareas tradicionalmente asignadas a uno de los dos sexos como, por ejemplo, la incorporación de la mujer al mundo laboral. Así mismo, el incremento de la actividad de las mujeres en los ámbitos deportivos propicia un cambio del estereotipo tradicional masculino.
Las sociedades y culturas orientales o más conservadoras asumen muchos de esos estereotipos como lo que es o debe ser en el varón, pero la era de la globalización poco a poco los hace entrar en el debate. Entre los estereotipos más comunes se pueden enumerar:
- En su adolescencia predomina la agresividad física. En cambio en la mujer predomina la agresividad verbal.[42]
- Tiene un espíritu de competitividad más amplio que el de la mujer.[43]
- Menos emocional y más racional que la mujer.[44]

Muchos de estos paradigmas tienen fundamento científico, mientras que otros no. No es sencillo separar los elementos innatos de la biología masculina de aquellos que han sido influenciados por la cultura. La agresividad puede darse tanto en el varón como en la mujer de acuerdo al ambiente en que estos se desenvuelvan.
Algunos de estos estereotipos se asocian con los niveles de hormonas sexuales masculinas, como la testosterona, o las hormonas sexuales femeninas, como los estrógenos. En el caso de la agresividad, tradicionalmente relacionada con el nivel de testosterona, algunos estudios indican que dicha relación no corresponde con sus resultados.
Tradicionalmente se les enseña a creer que productividad, conquista, poder, hiperactividad y penetración son sinónimos de «virilidad». De pequeños se les enseña a no quejarse, a no mostrar sentimientos ni verse vulnerables, sobre todo en público; así como a tener liderazgo y ser independientes.

### Educación masculina

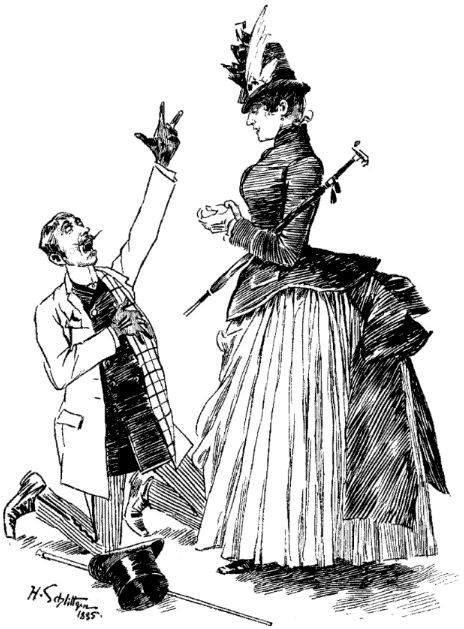
Caricatura del cortejo del varón a la mujer.

La educación masculina depende en gran parte de la discusión de los estereotipos masculinos en el grado en que estos sean asumidos por una sociedad. 
La primera educación de la sexualidad y socialización del niño parte del hogar. El padre y la madre son los encargados de transmitir la primera información sobre el rol sexual que desempeñará el niño en sociedad. En general, el padre transmitirá al hijo varón las características psicológicas de su sexualidad. En ello entran en juego los paradigmas asumidos y las maneras de ser del varón en la sociedad en la que nació. La manera de vestirse, de llevar el cabello, de hablar, de modular la voz, el tipo de juegos, los juguetes, las exigencias disciplinarias diferenciadas entre el varón y la mujer, la casi ausencia de cosméticos y otros muchos elementos, determinan poco a poco la conciencia propia del ser un varón en sociedad.
Llegada la pubertad, el papel del padre adquiere un rol más activo en la educación del hijo varón. En muchas culturas este paso entre el niño y el hombre es celebrado. Entre culturas del orden natural como tribus y clanes, el muchacho debe afrontar un número determinado de desafíos que le permitirán ser respetado en su grupo social como un varón adulto. En antiguas culturas célebres por su formación militar como los griegos (Esparta por ejemplo), China, Japón (los Samurái), los Azteca, los Quechua y los Chibcha, el paso a la edad adulta del muchacho era marcado por su capacidad de prepararse como un guerrero y su aceptación y aprecio social nacían de su coraje demostrado en las luchas, artes marciales y batallas. Pero también la religión tiene un papel del primer orden en la formación masculina del muchacho. La pubertad está marcada por un rito de iniciación que da al muchacho un estatus social y religioso. Por ejemplo, en el judaísmo, este viene representado en el bar mitzvah, celebración que le da al varón adolescente el derecho de leer los libros sagrados en la Asamblea. Para el cristianismo, ese momento viene marcado por la Confirmación.
Pasada la pubertad, el muchacho comienza un camino de desarrollo final hacia la adultez en la cual compite por demostrar la capacidad de su identidad como varón. Los deportes de competencia y fuerza física, por ejemplo, adquieren una enorme importancia, el afán por tener una pareja, el ingreso en un grupo social de adolescentes (la pandilla), la búsqueda de una vocación y otros son la preocupación del muchacho, situaciones no siempre pacíficas. Resta el peligro del consumo de drogas, alcohol, fumar, delincuencia y otros males sociales en el cual el joven ingresa en muchos casos llevado por el ánimo de una búsqueda de su propia identidad e independencia.
Tradicionalmente, los hombres recibían más educación que las mujeres gracias a la educación diferenciada . La educación universal, es decir, la educación primaria y secundaria estatal, independientemente del género, aún no es una norma global, aunque se presupone en la mayoría de los países desarrollados. En el siglo XXI, la balanza se ha invertido en muchos países desarrollados, y ahora están a la zaga de la mujer en materia de educación.

### El matrimonio
El rol sexual del varón adquiere su máxima plenitud en el matrimonio como marido y como padre. El rol masculino ha tenido una diversidad de influencias a lo largo de la historia. La Revolución industrial, la Revolución Femenina y otros momentos, han tenido sus consecuencias en la figura del padre y marido. En India y otros sitios de la Tierra, se practica la dote en la cual el padre de la hija paga una cierta cantidad al padre del hijo varón. En cambio, en otros países, como Camboya, la tradición es la opuesta: es el padre del hijo varón quien da la dote al padre de la hija. Pero en ambos casos, la libertad de ambos jóvenes se ve restringida en la elección del cónyuge, la cual es decisión de sus padres. Casos similares se presentan entre las culturas musulmanas, muchas de las cuales todavía practican la poligamia, es decir, el varón puede casarse con varias mujeres.

### Ideales de belleza

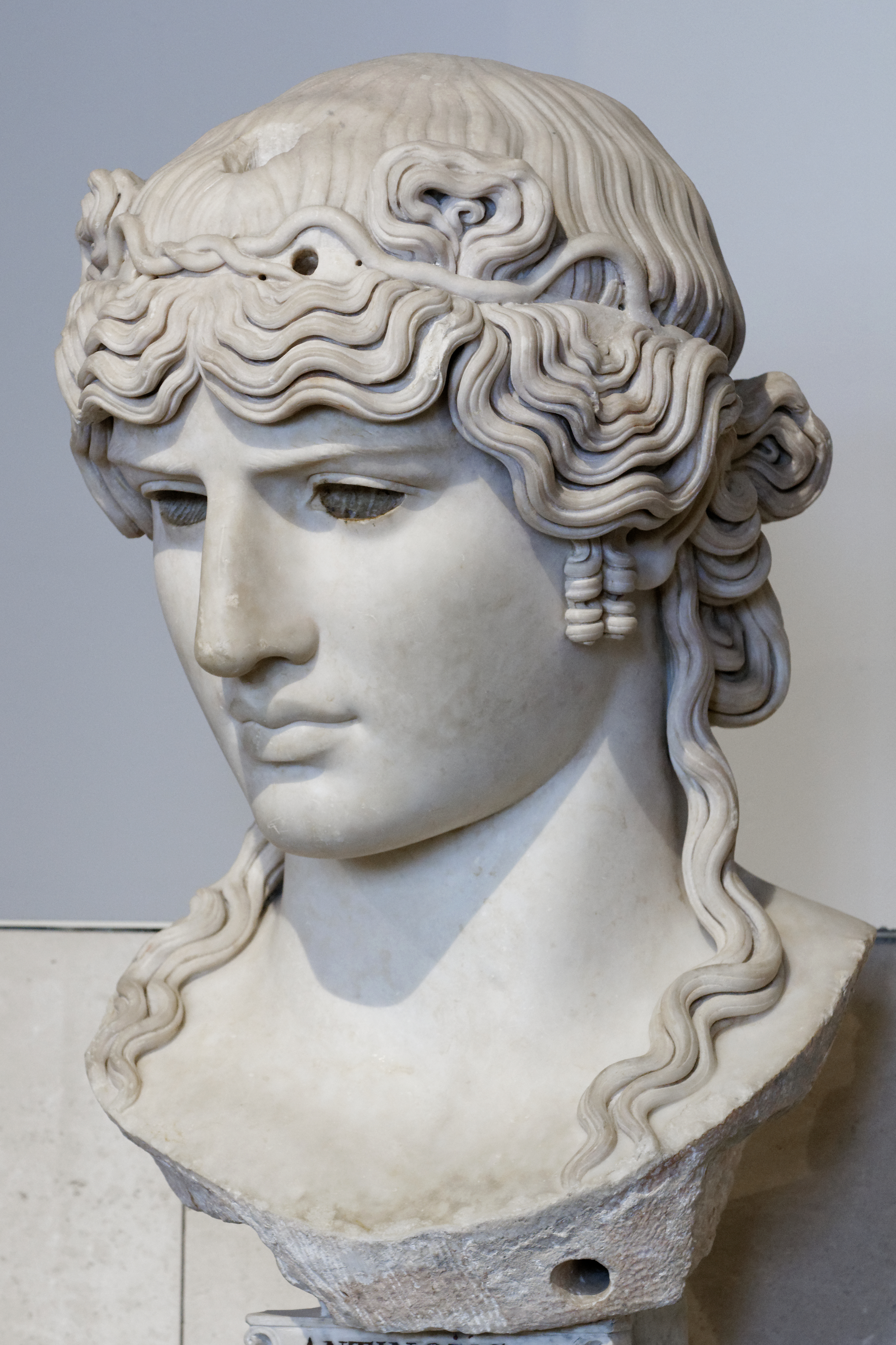
Antinoo se consideraba un referente de belleza masculina al imperio romano

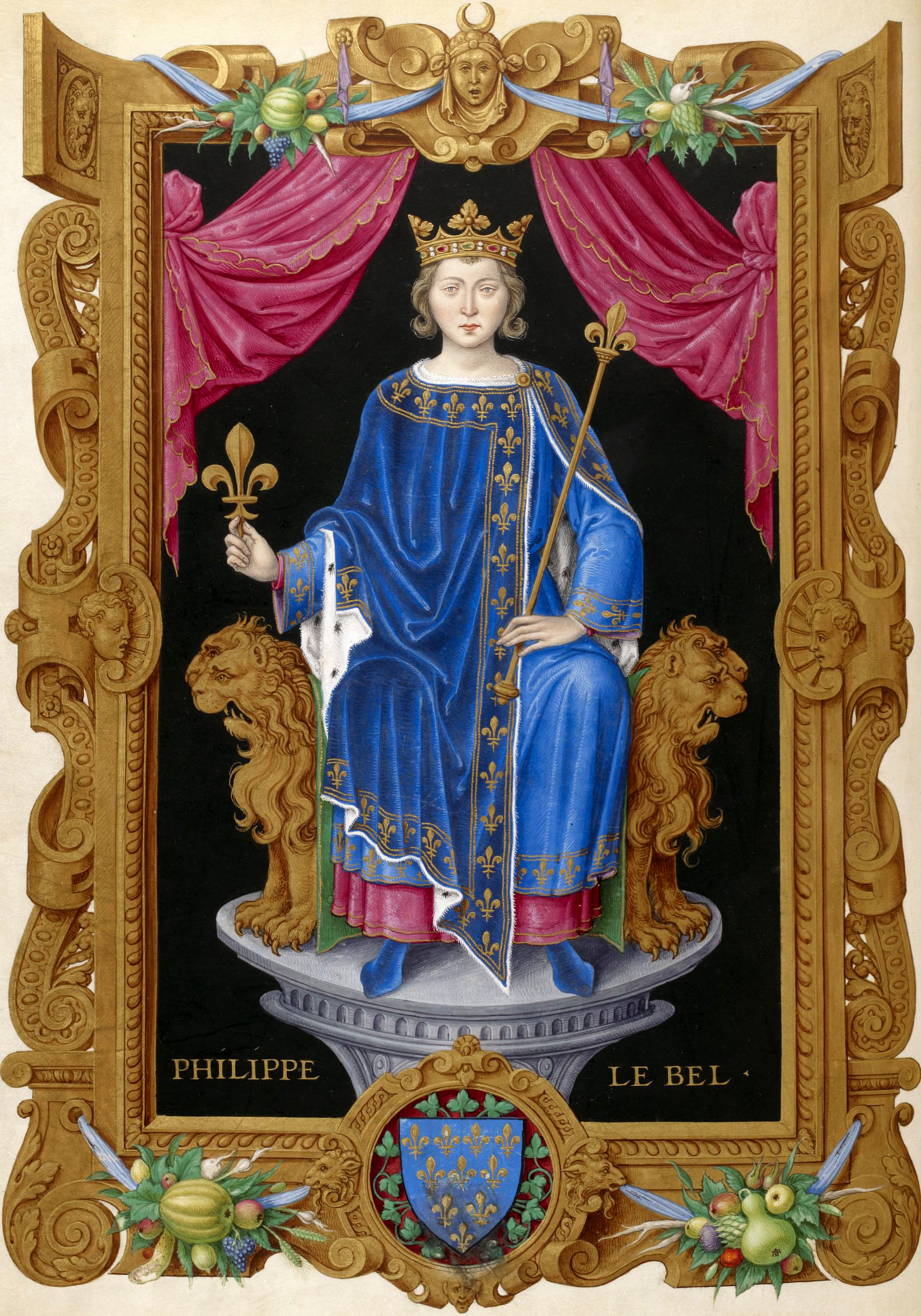
Felipe, el hermoso

El «ideal de belleza masculina» es un conjunto de estándares culturales de belleza para los varones que cambian según la era histórica y la región geográfica. Estos estándares están arraigados en los varones desde una edad temprana para aumentar su atractivo físico percibido.
En la antigua Grecia, las esculturas de figuras masculinas estaban destinadas a los hombres pederastas de la aristocracia y representaban cuerpos jóvenes siempre desnudos o semidesnudos, incluso cuando realizaban tareas a las que las personas suelen llevar ropa, como ir a combate, influyendo sobre la pintura y escultura posteriores. Ya en la época arcaica, por ejemplo, los cuerpos masculinos estaban parcial o totalmente desnudos siempre mientras que las representaciones femeninas vestían xitons o peplo. El ideal masculino estaba basado en los jóvenes atletas y gimnastas. El imperio romano, un pueblo más guerrero, al atleta le añadió una armadura. La belleza masculina clásica es pues un cuerpo muy joven, adolescente o casi, de complexión atlética, sin pelo facial y a menudo con cabello ondulado, largo y abundante, aunque el corte de pelo puede depender de modas locales.
En la Edad Media, en Europa, el pelo largo indicaban virilidad. El ideal de belleza se asociaba a un caballero guerrero, y como tal debía ser alto, fuerte y con hombros anchos para aguantar la armadura, manos grandes como símbolo de habilidad con la espada y piernas largas y rectas. Las vestimentas favorecedoras eran las correspondientes a un caballero preparado para el combate.
El David de Miguel Ángel se considera el ideal de belleza masculina del renacimiento italiano. El ideal de belleza masculina según los hombres del renacimiento era una figura con pectorales anchos, sin pelo facial, pelo largo y brillantes, cejas pobladas y marcadas y la mandíbula ancha.
En el barroco la belleza se asocia con la artificialidad, la fastuosidad y la coquetería. Destacan los vestidos suntuosos de múltiples capas, bajo los que se adivinan cuerpos más redondos que los del renacimiento, y zapatos de tacón, joyas, encajes, pomposidad y perfumes. En cuanto a la cabeza ahora está de moda la profusión del pelo, muchas veces con peluca, la piel muy blanca y las mejillas rosadas, con mucho maquillaje, pecas y carmines.
En el siglo XXI, algunos experimentos en psicología basados en puntuaciones o comentarios de personas frente a fotografías de hombres con rasgos diferentes sostienen que parece que en los hombres se valora que sea alto, con un torso tendiendo a la forma de V, con los hombros anchos y, algunas culturas más que otras valoran los músculos muy desarrollados.

### Indumentaria
La ropa masculina suele abarcar una gama de prendas diseñadas para diversas ocasiones, estaciones y estilos. Las prendas fundamentales del armario masculino incluyen camisas, pantalones, trajes y chaquetas, diseñadas para brindar comodidad y estilo, priorizando la funcionalidad. La moda masculina también abarca prendas más informales como camisetas, sudaderas, jeans, pantalones cortos y trajes de baño, generalmente diseñados para entornos informales. Las tradiciones culturales y regionales suelen influir en la moda masculina, dando lugar a diversos estilos o prendas que reflejan las características únicas de diferentes partes del mundo.